# Bellscheid
Bellscheid ist ein Ortsteil der Ortsgemeinde Krautscheid im Eifelkreis Bitburg-Prüm in Rheinland-Pfalz.

## Geographische Lage
Bellscheid liegt nordöstlich von Krautscheid in einer Entfernung von rund 2 km. Der Ortsteil grenzt im Osten an eine steile Hanglage und ist sonst von landwirtschaftlichen Nutzflächen sowie ausgeprägtem Waldbestand umgeben. Östlich von Bellscheid fließt der Bohnenbach und westlich der Hochbergbach.

## Geschichte
Jegliche Funde aus der Frühzeit wurden auf dem heutigen Gemeindegebiet nicht gemacht, sodass nicht von einer Besiedelung in der Römerzeit auszugehen ist. Auch die durchgeführten Rodungsarbeiten, um freie Flächen für den Hausbau zu schaffen, sprechen für eine späte Entstehung des Ortsteils. Das heutige Gemeindegebiet war lange Zeit ausschließlich von Wald bestanden.
Der Hauptort Krautscheid wurde erstmals 1231 in einer Urkunde erwähnt. Bis 1794 gehörten die drei Ortsteile Bellscheid, Krautscheid und Ringhuscheid zur luxemburgischen Herrschaft Neuerburg.

## Wappen von Krautscheid

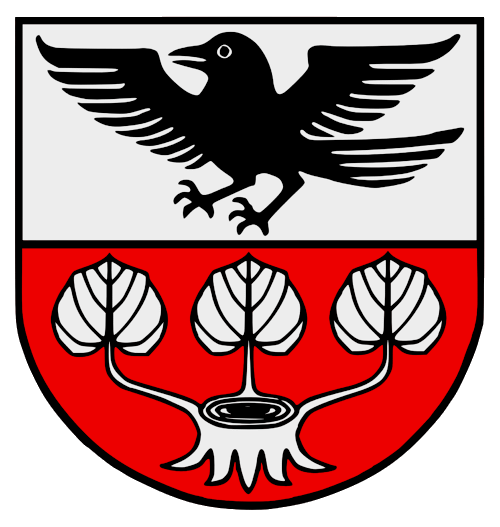

Das Wappen der heute übergeordneten Gemeinde Krautscheid wurde in Anlehnung an die drei Ortsteile der Gemeinde entworfen und stellt diese ebenfalls symbolisch dar.
Wappenbegründung: Das Wappen zeigt ein „Redendes Wappen“. Die Farben sind Silber und Rot. Im oberen Feld ist eine schwarze auffliegende Krähe mit ausgebreiteten Flügeln dargestellt, im unteren Feld ein silberner Baumstubben, aus dem durch Stockausschlag neues Leben in Form von drei neuen Stämmchen, die in je einem Lindenblatt enden, sprießt. Der Baumstubben symbolisiert die Waldrodung, wodurch die drei Orte entstehen konnten.

## Kultur und Sehenswürdigkeiten
Siehe auch: Liste der Kulturdenkmäler in Krautscheid

### Filialkirche
Sehenswert ist vor allem die katholische Filialkirche der Vierzehn Nothelfer. Diese wurde 1887 errichtet. Es handelt sich um einen Saalbau mit dreiseitigem Chorschluss. Von außen betrachtet folgt die Kirche der barocken Tradition, ist jedoch relativ schlicht gehalten. Im Inneren befindet sich zudem ein kleiner spätbarocker Säulenaltar.

### Wegekreuze
Auf dem Gemeindegebiet Bellscheids befinden sich des Weiteren zwei Wegekreuze. Eines befindet sich weit nördlich von Bellscheid und trägt die Inschrift „Zur Ehre Gottes errichtet im Jahre 1875 von Heinrich Uhren aus Niederpierscheid“. Das Wegekreuz besteht aus einem nach oben rund schließenden Schaft mit der Inschrift sowie einem Bildnis Jesu in der Rundung. Den Abschluss bildet ein Aufsatzkreuz. Das zweite befindet sich am östlichen Ortsausgang von Bellscheid. Hierbei handelt es sich um ein Schaftkreuz aus dem Jahre 1789.

### Unglückskreuz
Am nordöstlichen Ortsende von Bellscheid befindet sich ein Unglückskreuz zu Ehren des Johann Keufers, der an dieser Stelle am 21. September 1882 von einem Blitz erschlagen wurde. Er starb im Alter von 43 Jahren. Das Kreuz ist schlicht gestaltet, trägt jedoch drei Inschriften: Am Querbalken „Wachet und betet“, am Kreuzende „Errichtet zur Ehre Gottes u.“ und am Sockel „Zum Andenken an Johann Keufers aus Bellscheid vom Blitz erschlagen a. 21. Sept. 1882 im 43. Lebensjahre“.

Bildergalerie
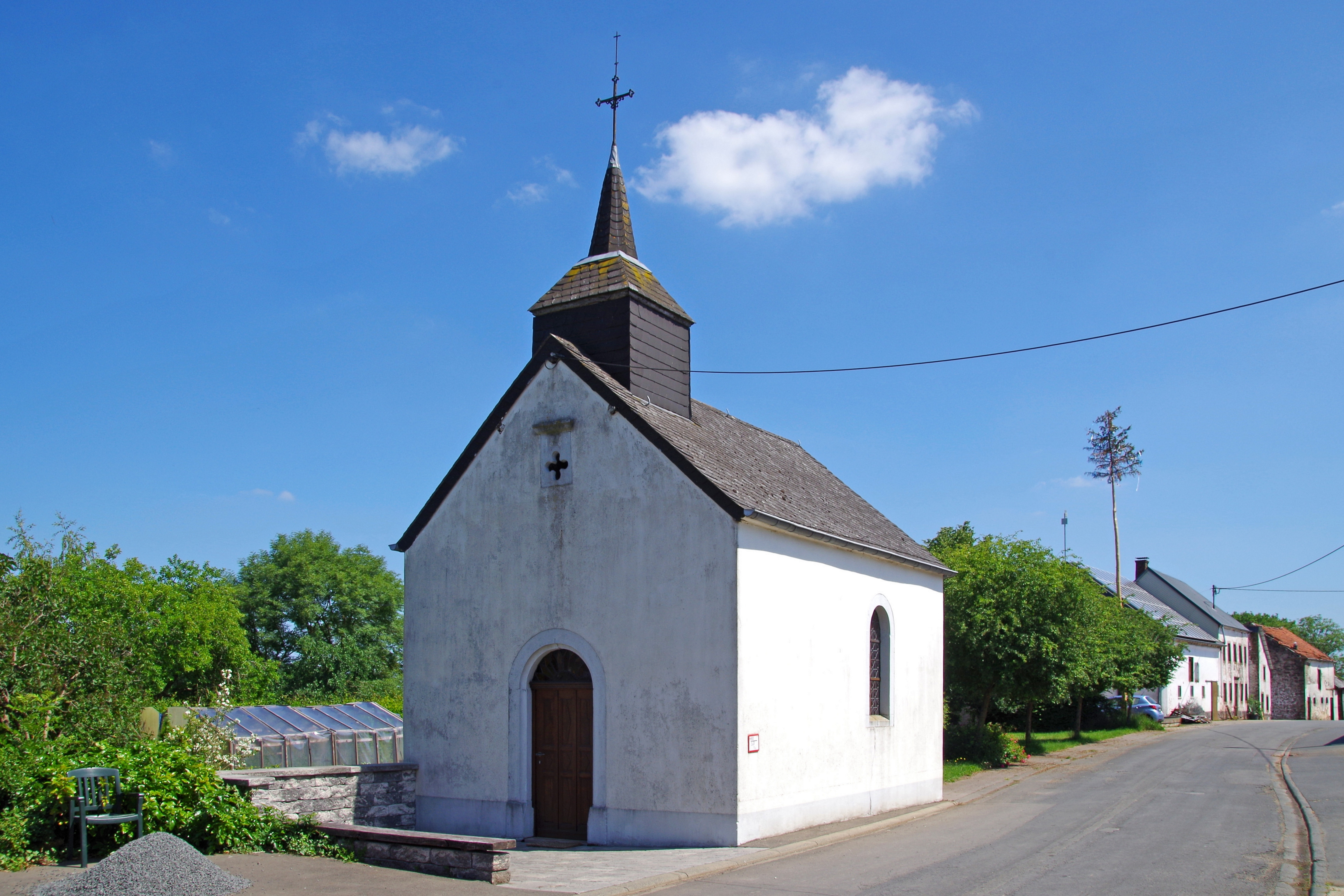
Filialkirche - Außen
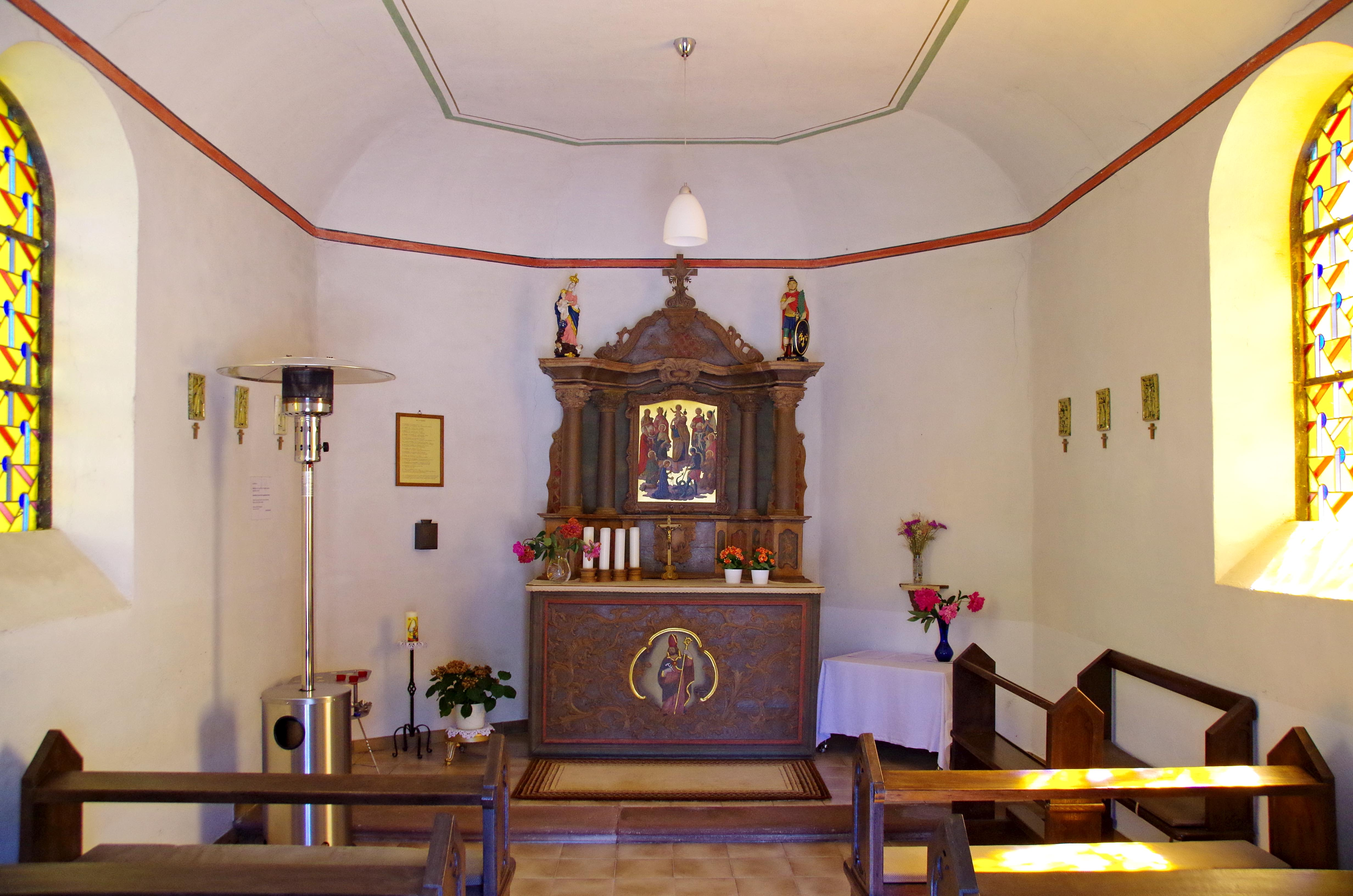
Filialkirche - Innen
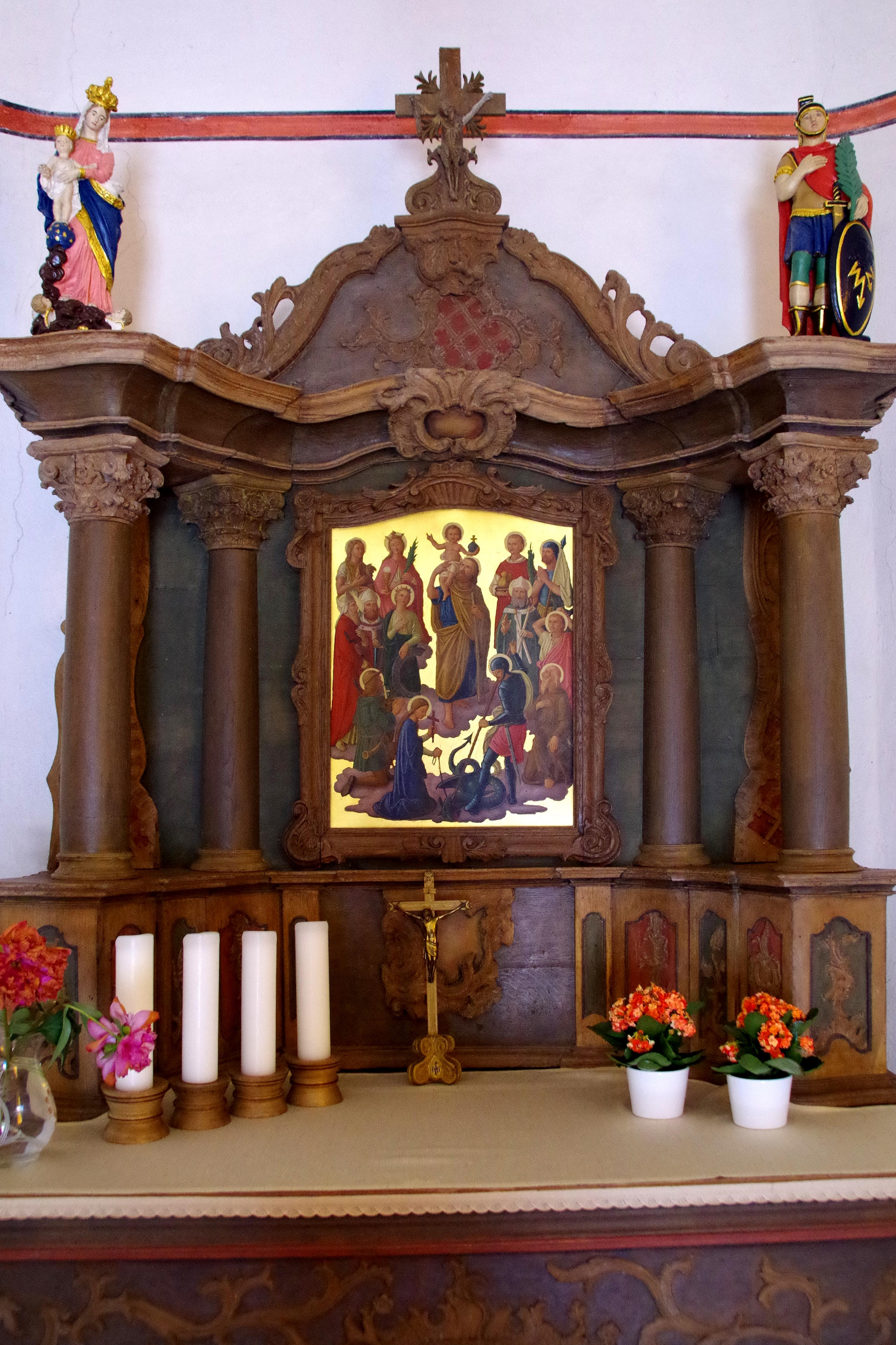
Filialkirche - Altar
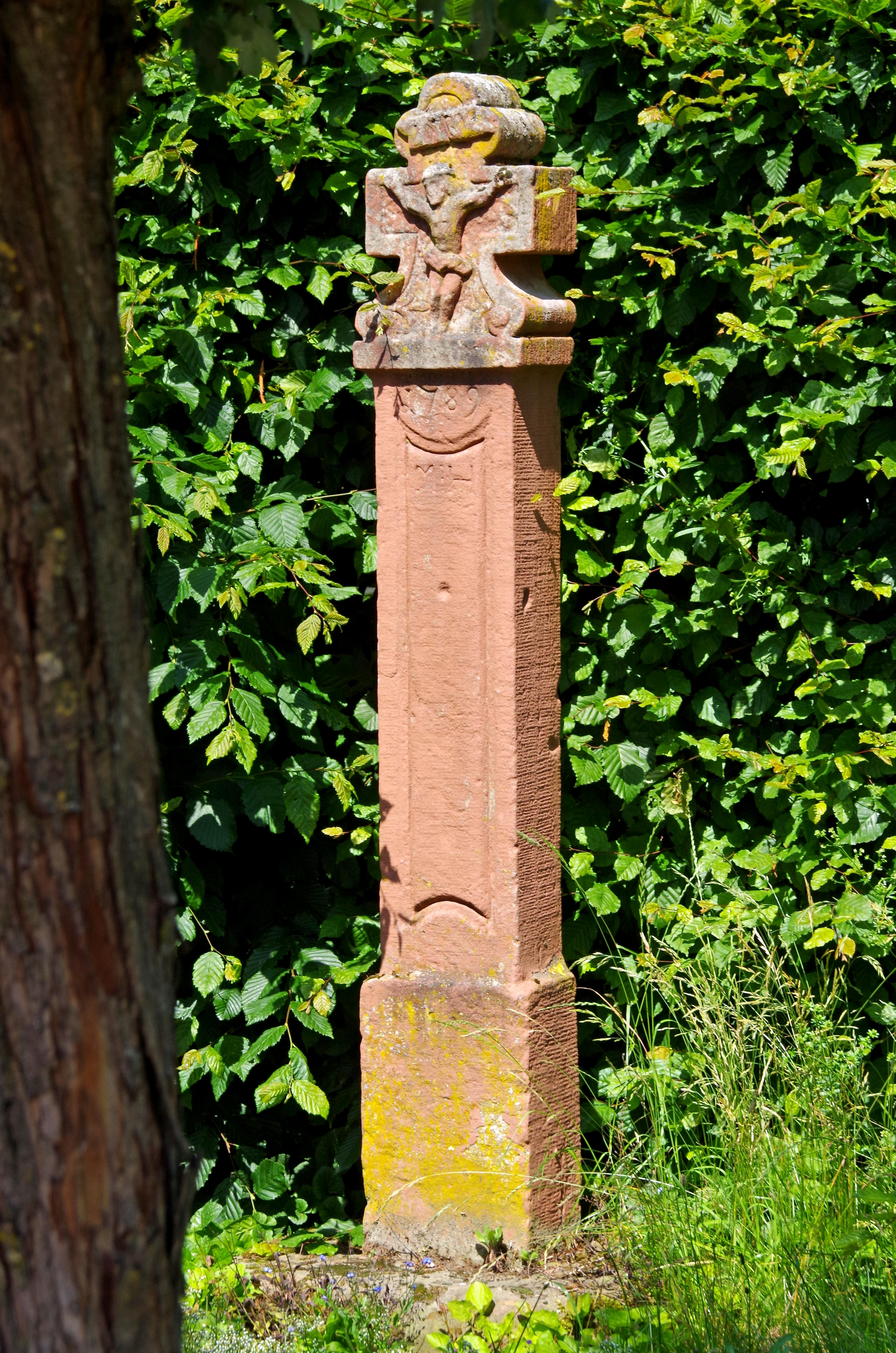
Wegekreuz 1789 - Ansicht
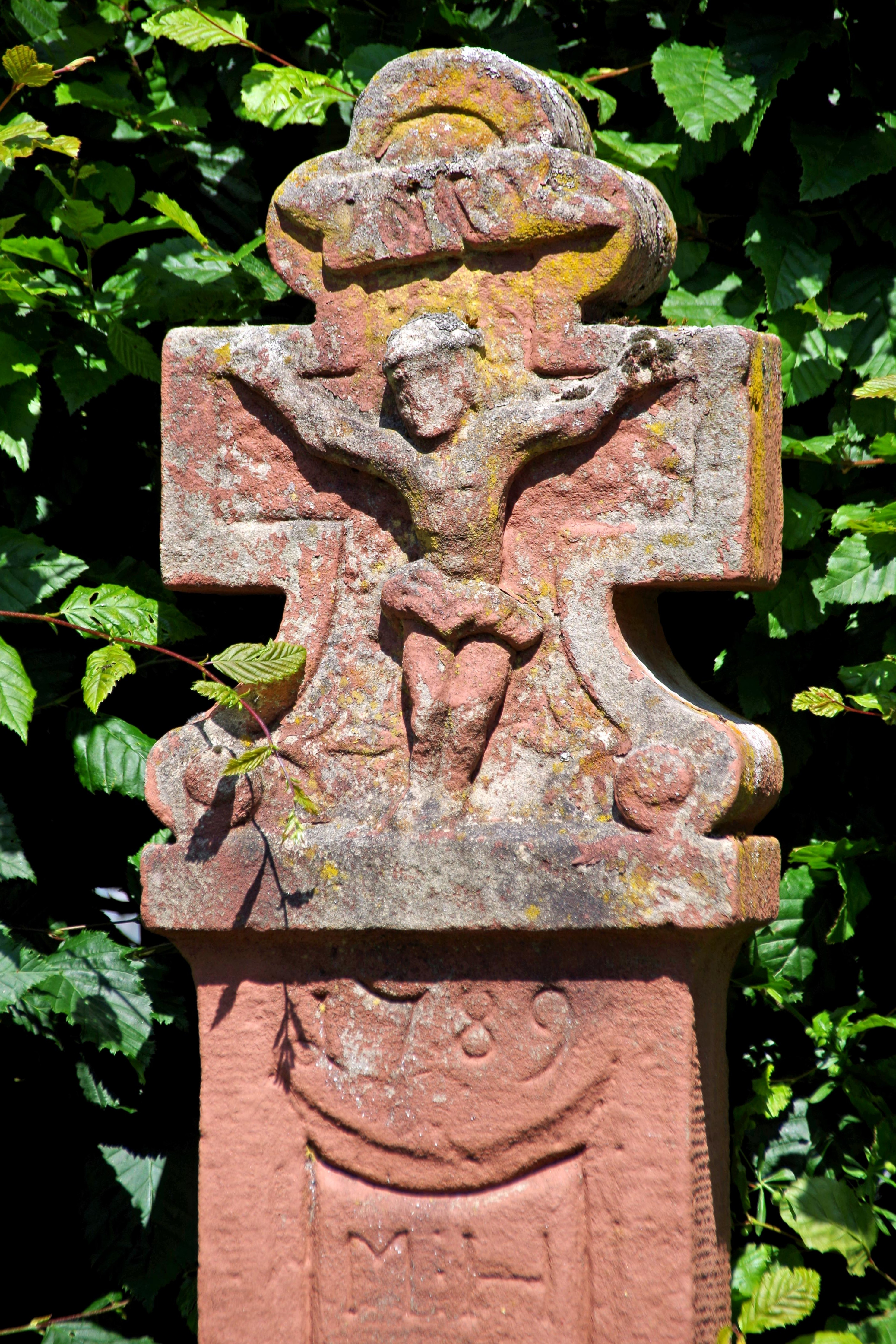
Wegekreuz 1789 - Abschlusskreuz

## Wirtschaft und Infrastruktur

### Unternehmen
Im Ortsteil Bellscheid sind ein landwirtschaftlicher Nutzbetrieb sowie ein Weide- und Viehzuchtbetrieb ansässig.

### Verkehr
Es existiert eine regelmäßige Busverbindung.
Bellscheid ist durch die Kreisstraße 184 erschlossen, diese endet am östlichen Ortsausgang.